# Estación Maule
Maule fue una estación ubicada en el km. 260 de la Red Sur de EFE, en la comuna chilena de Maule, a 10 Kilómetros al sur de Talca, la capital regional. Fue construida en 1874, con la unión entre el Ferrocarril de Talcahuano a Chillán y Angol con el Ferrocarril de Santiago a Curicó.

## Historia
La estación fue inaugurada en 1874 como parte del tramo construido para unir el Ferrocarril de Talcahuano a Chillán y Angol con el Ferrocarril de Santiago a Curicó. Tras el cierre de la estación, la Empresa de los Ferrocarriles del Estado (EFE) mantiene una caseta técnica para coordinar los cruzamientos de vías en el sector.
Posee un patio mediano de carga, y desde aquí sale un pequeño ramal que se dirige a la ribera norte del Río Maule, cuya construcción significó un gran avance para los amantes de la pesca. Actualmente, el edificio estación no existe porque sufrió un incendio y solo se conservan los patios de maniobras, donde el tren Santiago-Chillán y los servicios de carga circulan sin detención por el recinto. El 27 de julio de 2014 ocurrió un incendio en el local técnico de la estación, debido a varios factores.